# 鰻形尖斜胎䲁
鰻形尖斜胎䲁（學名：Peronedys anguillaris），為輻鰭魚綱䲁形目胎䲁科尖斜胎䲁屬的一個種，分布於印度西太平洋澳洲南部海域，深度18至22公尺，本魚體細長且側扁，頭部、眼睛和嘴巴都很小，身體覆蓋著微小的圓鱗，背部有一條寬闊的深色條紋，體側呈棕褐色至淺黃灰色，背鰭和臀鰭顏色較深，頭部和身體上有細密的深色邊緣條紋和線條，體長可達13公分，棲息在海草生長、水流平緩的河口區，雌魚產附著性卵，雄魚會守護卵，幼魚為浮游性，生活習性不明。